# Estación Fushimi
La estación Fushimi (伏見駅 Fushimi-eki?) pertenece a las líneas Higashiyama y Tsurumai, es operada por el Buró de transporte de la ciudad de Nagoya, y está identificada como H-09 y T-07 respectivamente. Se encuentra ubicada en el barrio de Nishiki, Naka, en la ciudad de Nagoya, prefectura de Aichi, Japón. La estación abrió el 15 de noviembre de 1957 con el nombre de Fushimi-chō (伏見町 Fushimi-chō?) y solo operando con la línea Higashiyama. El 1 de junio de 1966 fue renombrada como Fushimi y el 18 de marzo de 1977 fue conectada con la línea Tsurumai.
Presenta una tipología de andenes laterales, en dos niveles, dos por línea. Y cuenta con 10 accesos en total, como así también escaleras mecánicas y ascensor.

## Otros medios
- Bus de Nagoya
  - Líneas: 2, 16, 22, 24 y 758.

## Sitios de interés
- Edificio Nagoya Intercity
- Universidad de comercio y negocios de Nagoya
- Sede del Banco de Japón
- Centro comercial subterráneo de Fushimi
- Sede del Banco de Shizuoka
- Cámara de comercio e industria de Nagoya
- Sala de conciertos MSIG Shirikawa
- Museo de la electricidad
- Museo de arte de la Ciudad de Nagoya
- Museo de la ciencia de la Ciudad de Nagoya
- Parque Shirikawa
- Teatro Misono-za

## Imágenes

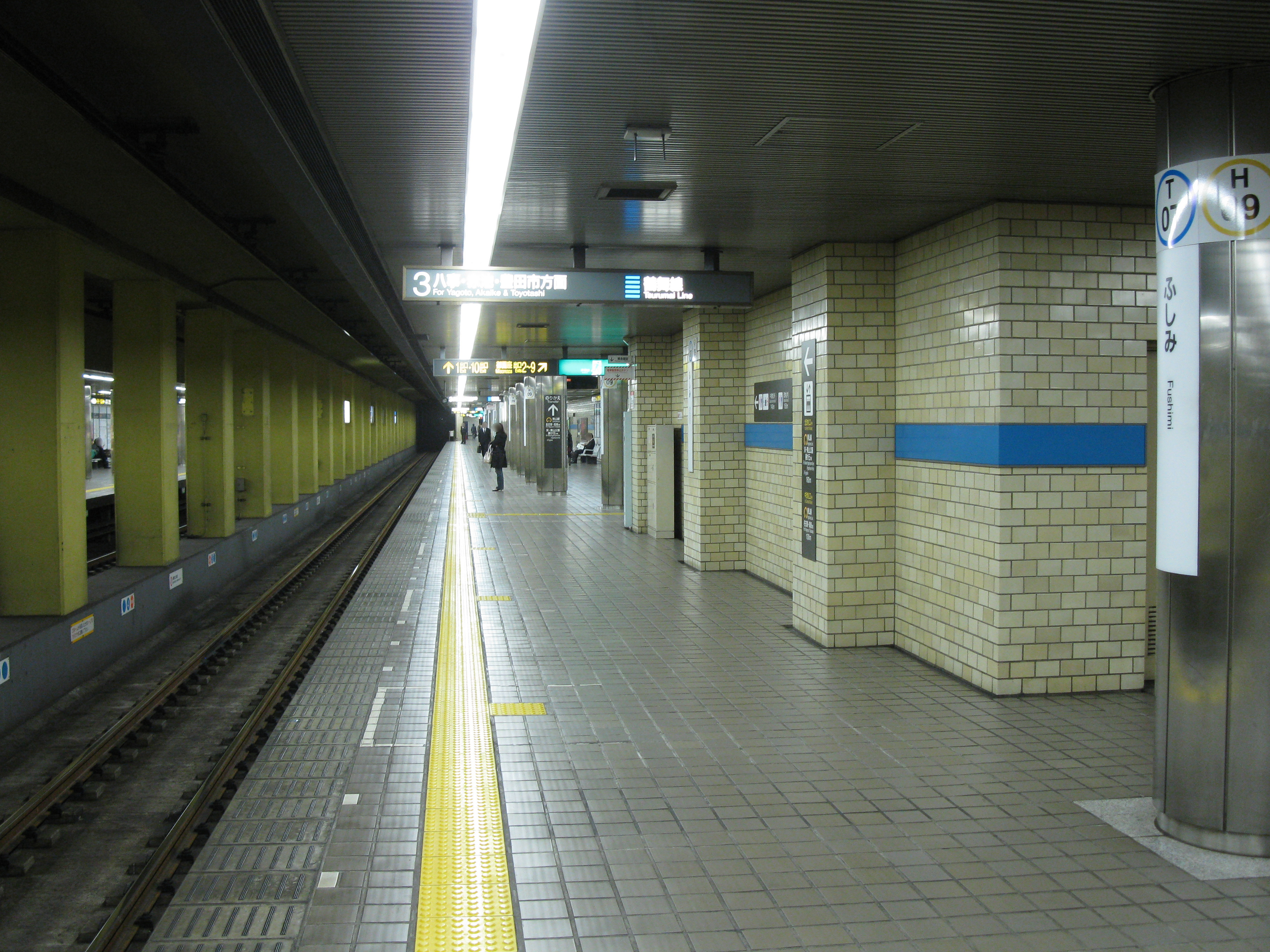
Andén de la línea Tsurumai.
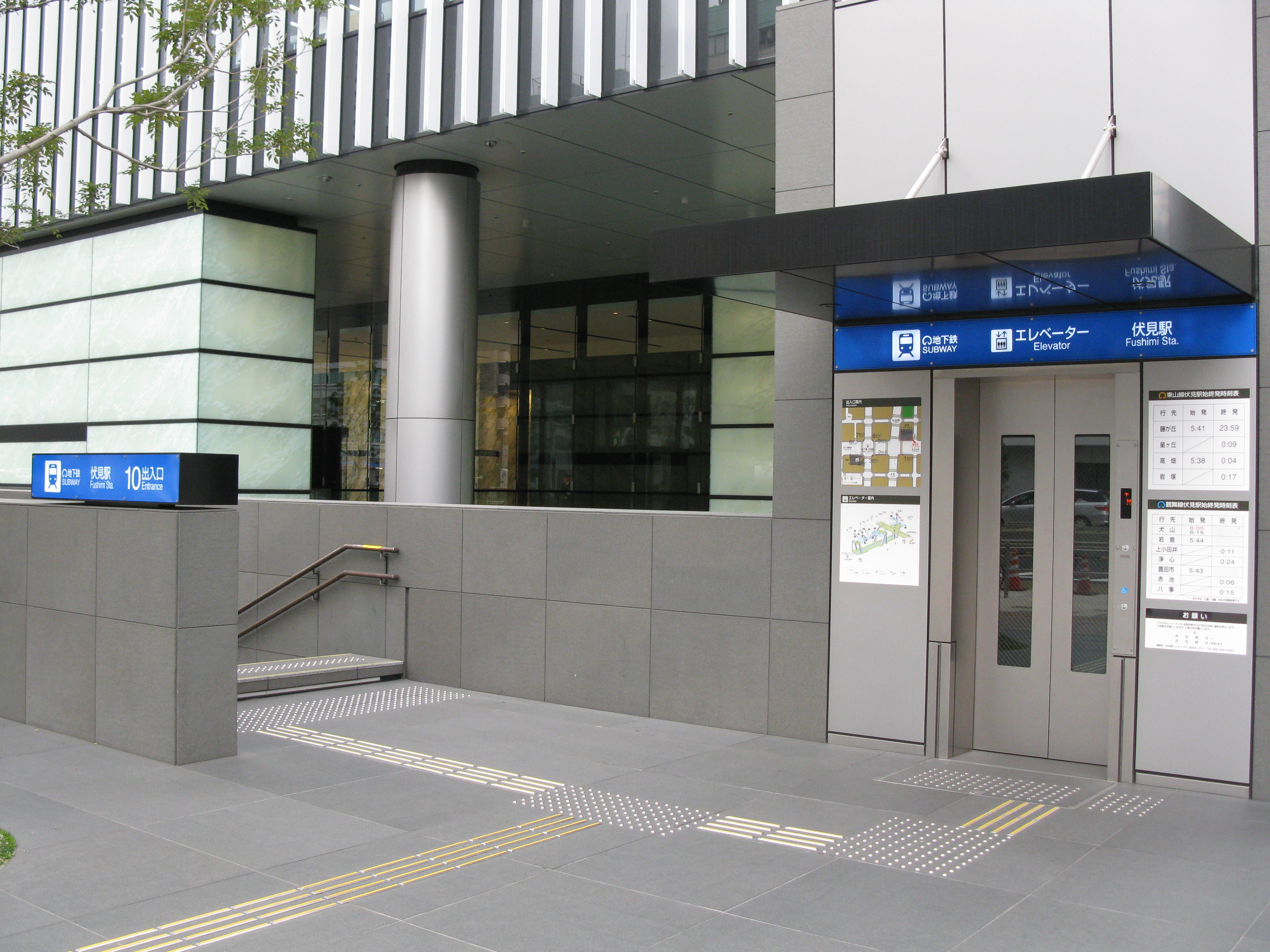
Acceso N° 10 y ascensor.
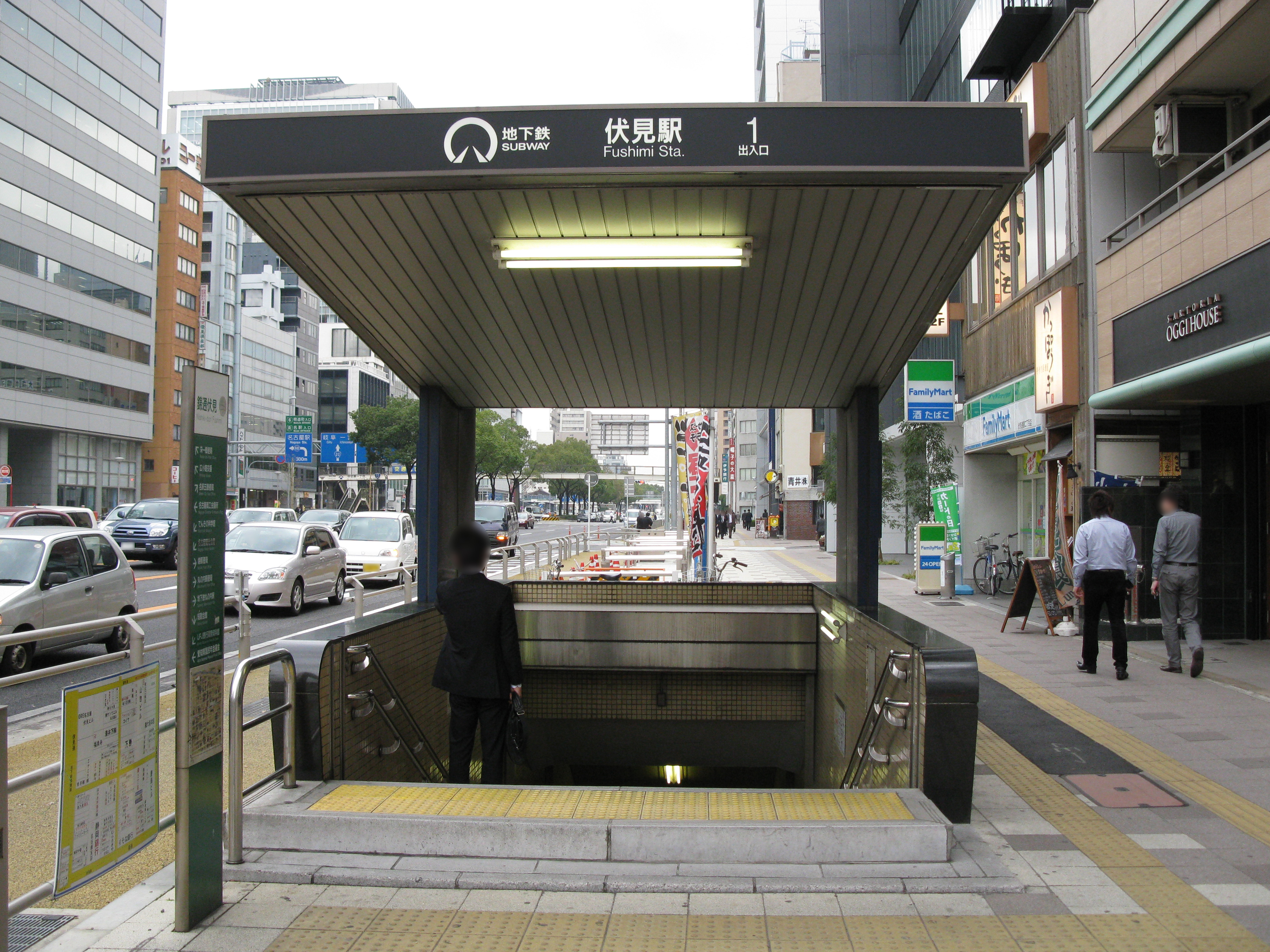
Acceso N° 1.
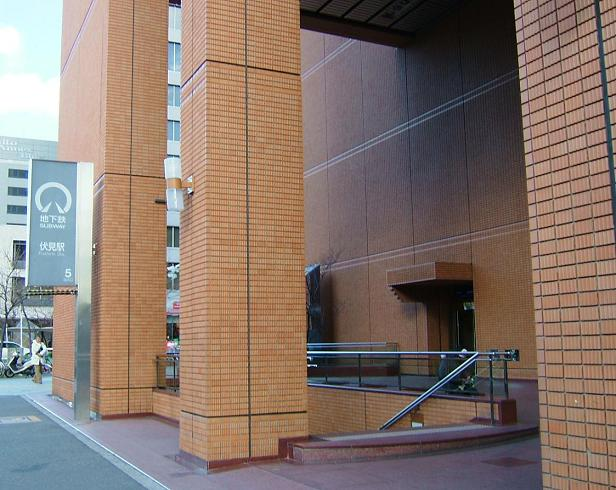
Acceso N° 5.